# Vytautas Kriščiūnas
Vytautas Kriščiūnas (* 1908 in Pasvalys; † 1991 in Vilnius) war ein litauischer Professor, sowjetlitauischer Politiker (Vizeminister) sowie Bauingenieur.

## Leben
1938 absolvierte Vytautas Kriščiūnas das Studium an der Vytauto Didžiojo universitetas in Kaunas. 1944–1948 arbeitete er bei Statybos projektavimo institutas als leitender Konstruktor in Sowjetlitauen. 1948–1951 war er stellvertretender Bauminister am Bauministerium der Litauischen SSR. 1957 promovierte er in technischen Wissenschaften. 1960–1979 lehrte er am Vilniaus inžinerinis statybos institutas (bis 1969 in der Filiale Vilnius von Kauno politechnikos institutas), ab 1976 als Professor.